# Oncidium weddellii
Oncidium weddellii är en orkidéart som beskrevs av John Lindley. Oncidium weddellii ingår i släktet Oncidium och familjen orkidéer. Inga underarter finns listade i Catalogue of Life.